# 正福寺 (土岐市)
正福寺（しょうふくじ）は岐阜県土岐市鶴里町細野にある薬師如来と聖観世音菩薩を本尊とする曹洞宗の寺院。山号は東岳山。

## 歴史
昭和36年（1961年）8月2日、繁岳山 福昌寺と東谷山 正宗寺が合併し、東岳山 正福寺となった。
年中行事としては、大般若会(3月24日)、水子地蔵祭(7月24日)、大施食会(8月10日)が行われている。

### 繁岳山 福昌寺
慶長18年（1613年）、福岡庄蔵が隠居所を建てて自ら庵主となって仏像を安置したのを始まりとする。
寛永10年（1633年）3月、恵那郡馬場山田村の盛久寺四世の白峯林太が開山し、繁岳山 福昌寺に改めた。
享保17年(1732年)、三世の一外泰圓は、正宗寺に移って中興した。
寛保4年（1744年）、四世の一雲圓秀は本堂を再建し師の木造を安置した。
天保3年（1832年）に盛久寺十二世の自回巌道を勧請して法地に昇格した。
天保11年（1840年）6月、十三世の雄堂祖英が梵鐘を鋳造した。
天保12年（1841年）、雄堂祖英は越後国の洞泉寺に転住した。
同年8月に十四世となった密宗寿賢は荘厳寺で得度後に福昌寺の住持となった。その後、尾張国春日井郡上品野村の淨源寺と恵那郡阿木村の萬嶽寺の住持を務めた。
元治元年（1864年）、十五世の霊山梅苗は庫裡を再建した。
明治2年(1869年)、十六世の如山愚芳は、恵那郡馬場山田村の盛久寺へ転住した。
明治4年(1871年)、十七世の魯芳玄宗の代に「祖中論争」が発生。4年間に亘り寺が荒廃し、明治8年(1875年)、4月に退任した。
明治26年(1893年)、十九世の鐡山石牛の代に大般若経600巻を備えて大いに復興した。
大正4年(1915年)、二十世の佛山法眼が位牌堂を新築し、滋賀県の圓満寺を再興した。
昭和32年(1957年)12月、二十二世の弘雄が退任した後に、昭和36年（1961年）8月2日、正宗寺と合併した。

#### 境内
本堂・開山堂・鐘楼・玄関・長屋門・庫裡・土蔵・水車屋・東司

#### 寺宝
聖徳太子の作と伝わる薬師如来像と阿弥陀如来像があり、中部四十九薬師の札所本尊となっている。

### 東谷山 正宗寺
寛永16年（1639年）に福昌寺と同じく白峯林太が開山した。
元禄5年（1692年）、二代の一外泰圓が中興を果たした。
享保3年（1718年）、観音講社17名が、石灯籠を寄進した。
安政5年（1776年）、十世の連灯禅芳の代に法地として開山した。
安政6年（1777年）、三河国白川村（現在の愛知県豊田市白川町）より蔵円寺の本堂を買い取って移築した。
その後、福岡儀右衛門が弘法大師像を寄進した。
天保15年（1844年）6月、可知茂平が、石の嗽水盥を寄進した。
明治26年（1893年）、十二代の雪関雄峯の代に福岡善吉が願主となって梵鐘を設置した。
明治38年（1905年）、十三代の浅野大賢は、尾張国春日井郡上品野村の淨源寺に転住した。
明治42年（1909年）、十四世の瑞岩如城の代に福岡吉次郎と福岡季吉らが願主となって大般若経600巻を奉納した。
昭和36年（1961年）8月2日、福昌寺と合併した。

#### 境内
本堂・開山堂・鐘楼・庫裡

#### 寺宝
聖観世音菩薩像・香炉・菓子台・古代錦打敷